# Parasicydium bandama
Parasicydium bandama es una especie de peces de la familia de los Gobiidae en el orden de los Perciformes.

## Morfología
Los machos pueden llegar a alcanzar los 5,4 cm de longitud total.

## Hábitat
Es un pez de Agua dulce y de clima tropical.

## Distribución geográfica
Se encuentran en África: el Camerún y el río Bandama en la Costa de Marfil.

## Observaciones
Es inofensivo para los humanos.